# Serches
Serches – miejscowość i gmina we Francji, w regionie Hauts-de-France, w departamencie Aisne.
Według danych na styczeń 2014 roku gminę zamieszkiwały 322 osoby, a gęstość zaludnienia wynosiła 35 osób/km².